# Basil (film)
Basil è un film del 1998 diretto da Radha Bharadwaj, basato sull'omonimo romanzo di Wilkie Collins. Il film è sceneggiato e prodotto da Radha Bharadwaj e distribuito dalla Touchstone Pictures.
Il film segue la storia di Basil, un giovane aristocratico nell'Inghilterra vittoriana diviso fra la ricerca dell'approvazione di suo padre, uomo all'antica, e l'amore per una donna che non appartiene alla sua classe sociale.
Basil è il secondogenito di una nobile e influente famiglia, il padre è un uomo volitivo e borioso che tratta con sufficienza chiunque non appartenga alla loro classe sociale. Il fratello maggiore di Basil, dopo aver disonorato la famiglia innamorandosi di una ragazza del luogo e mettendola incinta ed essere stato costretto dal padre a abbandonarla, decide di fuggire da quella vita soffocante. Basil, nonostante sia a malapena sopportato dal padre, ne diviene l'erede, confortato in quella casa solo dalla presenza di Clara, una cugina orfana. Basil si reca a Londra per studiare, ma si lascia distrarre dalla vita della città, allacciando un rapporto di amicizia con John, il contabile di un mercante di stoffe, e innamorandosi della fredda e scostante figlia del mercante, Julia. Grazie a John, Basil si fidanza con Julia e i due si sposano segretamente, con l'approvazione del padre della ragazza che è soddisfatto per via del patrimonio di Basil. Basil però scopre che John e sua moglie sono amanti e torna a casa per allontanarsi da tutto e tutti, con la scusa dei festeggiamenti del suo compleanno e della maggior età. Al ricevimento però si presenta anche il suocero, ansioso che Basil mantenga la promessa di parlare col padre ma anche di rivendicare le proprietà che Basil ha intestato alla moglie. Basil però caccia via l'uomo, sicuro che anche lui abbia fatto parte del raggiro ai suoi danni e ancora più irato dal fatto che la moglie sia incinta e che il figlio sicuramente non è suo. Dopo l'episodio e un duro scontro con il padre, Basil abbandona la casa e decide di vagabondare. Dopo aver ritrovato il fratello, che ha trovato la tranquillità facendo il contadino e mettendo su famiglia, decide di cercare la moglie e ci riesce appena in tempo per trovarla sola e abbandonata da tutti, nella casa che lui le aveva donato, stremata e morente e con la figlia appena nata. La donna rivela a Basil che la bambina è figlia di John, inoltre lei, innamoratissima e soggiogata da John, aveva deciso di sposarlo solo perché convinta dall'uomo ma non ne sapeva il motivo, inoltre il padre le aveva sempre impedito di sposare John, perché squattrinato. Anche John arriva alla dimora Durante uno scontro vicino ad una cascata tra i due ex amici, Basil scopre che John ha voluto vendicarsi: infatti egli è il fratello minore della ragazza messa incinta dal fratello di Basil. La ragazza per il disonore aveva ucciso il bambino e se stessa, cercando di procurarsi un aborto, e per questo le era stata negata sepoltura cristiana. Il padre di John aveva cercato lavoro altrove, ma in ogni nuova città il disonore li seguiva e nemmeno cambiare cognome era valso a nulla, così il padre era morto in miseria. John si era allora arrangiato, fino ad incontrare il mercante e sua figlia, la loro storia era stata però ostacolata dal padre perché egli non aveva né famiglia né ricchezze. Durante la colluttazione John però precipita nel crepaccio, nonostante Basil tenti di salvarlo dalla caduta. Passano gli anni. Basil si trova ai giardini con la bambina, che ha cresciuto come fosse sua, e incontra la cugina Clara. dopo una lunga chiacchierata Clara lo convince a tornare a casa in quanto il padre, che lei ha accudito in tutti quegli anni, era davvero addolorato per la perdita di entrambi i figli. Basil rivela a Clara di aver chiamato la figlia come lei e desiderosi di ritrovare la serenità, si incamminano verso casa